# Max Ernst
Max Ernst (født 2. april 1891 i Brühl, Tyskland, død 1. april 1976 i Paris) var en tysk maler, grafiker og skulptør. Han fik ingen kunstuddannelse, men studerede filosofi, psykologi, kunsthistorie og litteratur på universitetet i Bonn. Hjemvendt fra fronten ved 1. verdenskrigs afslutning blev han i 1919 medstifter af dadagruppen i Köln under navnet Dadamax. Målet for dadabevægelsen var at vise meningsløsheden i tidens borgerlige værdier, moral og æstetik i håb om at frigøre kunsten. I stedet hyldede den alt det absurde, groteske og ulogiske i kunstneriske udtryk, digtoplæsninger og aktioner.
Samtidigt udviklede Max Ernst sine collager, som inspirerede André Breton og andre intellektuelle i Paris. Max Ernst drog i 1922 til Paris for at slutte sig til en gruppe, der senere dannede den surrealistiske bevægelse. I 1937 blev han stemplet som Entartet kunstner af nazisterne, som forbød al kunst, der ikke er naturalistisk, og som ikke afspejler den særlige tyske folkesjæl. Max Ernst blev i Frankrig anset for fjendtlig udlænding og blev fængslet flere gange, før han flygtede til USA i 1941. Han bosatte sig i Sendona i  Arizona, hvor han blev fascineret af den indianske kunst og kultur og af selve landskabet i det sydvestlige USA. Tilbage i Europa i 1953 slog han sig ned i Frankrig og levede der resten af sit liv.

## Udvalgte værker
- Vennernes møde (1922/1923)
- And the butterflies began to sing (Et les Papillions se Mettent a Chanter) (1929)
- Aquis Submersus (1919)
- Entire City (1934)
- Capricorn (1948)
- Europe After the Rain (1940–1942)
- Forest and Dove (1927)
- La femme 100 têtes (The hundred-headed woman or The woman without a head) (1929)
- Little Machine Constructed by Minimax Dadamax in Person (1919–1920)
- Loplop Introduces Loplop (1930)
- Lunar Asparagus (1935)
- Murdering Airplane (1920)
- Pietà or Revolution by Night (1923)
- The Elephant Celebes (1921)
- The Hat Makes the Man (1920)
- The Robing of the Bride (1940)
- The Wood (1927)
- Trophy, Hypertrophied (1919)
- Two Children Are Threatened by a Nightingale (1924)
- Une Semaine de Bonté (1934)